# Gnamptogenys aterrima
Gnamptogenys aterrima é uma espécie de formiga do gênero Gnamptogenys.